# スードゥドラゴン
スードゥドラゴン(Pseudodragon)は、テーブルトークRPG『ダンジョンズ&ドラゴンズ』（D&D）に登場するとても小さい架空のドラゴンである。そのサイズから、直接に相対するモンスターというより、魔術師が使役する使い魔として紹介されることが多い。日本語版では“ニセドラゴン”、“ドラゴンもどき”の和訳が付けられている。

## 掲載の経緯
スードゥドラゴンは『アドバンスト・ダンジョンズ&ドラゴンズ』（AD&D）第1版の『Monster Manual』(1977、未訳)が初出である。
AD&D第2版では『 Monstrous Compendium Volume One』(1989、邦題『モンスターコンベンディウムⅠ』)に登場した。『Monstrous Manual』(1993、未訳)に再掲載された際にはドラゴネット(Dragonet)の一種として紹介された。『ドラゴン』269号(2000年3月)にはスードゥドラゴンの詳細が紹介された。
D&D第3版では、『モンスターマニュアル』(2000)に登場し、3.5版でも改訂版『モンスターマニュアル』(2005)に登場した。魔法使い用のサプリメント、『Tome and Blood』(2001、未訳)にはスードゥドラゴンを使い魔とするためのデータが紹介され、3.5版『ダンジョンマスターズガイド』(2005)に継承された。
D&D第4版では、『モンスター・マニュアル』(2008)にてドレイクの1種として登場している。
D&D第5版では、『プレイヤーズ・ハンドブック』(2014)にウォーロックのペットとして登場し、『モンスター・マニュアル』(2014)にも登場している

## D&D以外のテーブルトークRPG

### パスファインダーRPG
D&D3.5版のシステムを継承するパスファインダーRPGにてスードゥドラゴンは『Bestiary 1』(2009、未訳)に登場している。

## 肉体的特徴
スードゥドラゴンの体長は約1フィート(約30cm)、尾の長さは2フィート(約60cm)、体重は7ポンド(約3kg)ほどある。
スードゥドラゴンの外見はレッド・ドラゴン(赤竜)によく似ているが、鱗の色は赤褐色とレッド・ドラゴンよりは黒ずんでいる。独自の特徴として、胴体より長い尻尾の先には針状の突起物がある。尻尾はとても柔軟に動かせる。
スードゥドラゴンの寿命は10〜15歳ほどである。

## 生態
スードゥドラゴンは独居性のモンスターで、荒野の森林地帯で木のうろや洞穴などに棲息している。彼らは雑食で、主食はネズミや小鳥だが、昆虫、蛇から木の葉、木の実、果物まで食べる。バターやチーズ、魚は好物である。ドラゴン同様、キラキラした物には目がなく、巣にはいくばくかの宝物がある。
スードゥドラゴンは言葉を話せないが、人間と変わらない知性を有していて、60フィート以内ならテレパシーで相手との意思疎通が出来る。その他、「チーチー」というさえずり声(欲求)、「ゴロゴロ」と喉を鳴らす(喜び)、「シューシュー」と息を吐く(不快感や驚き)、「グルルル」という唸り声(怒り)で感情を表現する。
戦闘になれば鋭い牙で噛みつくこともするが、主武器として尻尾の針を使う。この針は相手を昏睡状態にさせる毒針で、運悪く毒が回った者は1〜6日間ほど死んだように昏睡してしまい、そのまま死に至ることもある。
1年に一度、早春の頃になると交尾のために複数のスードゥドラゴンが集結し、この時ばかりは数ダースの群れができる。交尾を済ませるとつがいは別れ、メスは4〜6匹の茶色い斑点のあるニワトリ大の卵を産む。卵は夏の時期には孵化し、メスは独力で子育てをする。冬の時期は冬眠し、明くる春には若竜は独り立ちする。

## 使い魔
スードゥドラゴンはD&Dのドラゴンと同様に空気の振動や匂いによって視覚に頼らずに相手の位置を特定することができる。また、自らの体色をカメレオンのように周囲の環境に溶け込ませることもできる。さらに魔法に対する強い抵抗力を持ち、その力は一緒にいる相棒にも及ぶ。非常に優れた感覚を有し、テレパシーで意思疎通が出来るスードゥドラゴンを使い魔にしようとする者はとても多い。スードゥドラゴンは平和的で食べ物をくれるような相手には気前よく情報を提供するが、威圧的、暴力的な相手には逃げ去ってしまう。
用心深いスードゥドラゴンを相棒とする場合、魔法による召喚を行うか、旅先で出会ったスードゥドラゴンを説得するかである。スードゥドラゴンは探索者を発見すると姿を隠したまま数日間、相手の心をテレパシーで読み、その人物の性質を見極めようとする。探索者が善人であることが判明したならば、彼らは探索者の前に姿を現し相棒になることを申し出て対応を伺う。探索者が好意的な対応を示し、十分な待遇を約束するならスードゥドラゴンは探索者について行く。

相棒と一緒にいる際には、彼の頭の上に留まったり、肩や背中で丸くなっていることを好む。
スードゥドラゴンの性質は猫に似ていると云われている。彼らはペットとして下に置かれることを好まず、かけがえのない有能な友人として遇することを要求する。普段は尊大で注文は多く、時に気まぐれを起こすが、十分な食事や手入れが行き届き、自分を常に構ってくれる相手には進んで言うことを聞く。逆に虐待したり侮辱的な扱いをしようものなら、良くて逃げ去ってしまい、ひどい時には主人にとって予期せぬ機を見計らってイタズラを仕掛ける。最初から虐待するような冷酷、残忍な相手に仕えたりはしない。
スードゥドラゴンの属性は“中立にして善”である。
スードゥドラゴンの卵は卵は10,000gp、生まれたての幼体には20,000gpの値打ちで取引されている。

## D&D世界でのスードゥドラゴン

### グレイホークでのスードゥドラゴン
グレイホーク世界ではスードゥドラゴンはしばしば使い魔として登場している。わけても有名なのは、魔術師モルデンカイネンの盟友であり、彼が組織する“八者の円(Circle of Eight)”に属する女魔術師、ジャラージ・サラヴァリアンの相棒、エドウィナ(Edwina)である。